# Moonlight ----.
Moonlight ----. (ムーンライト ――――。?, Mūnraito ----.) è il trentesimo singolo della rock band visual kei giapponese Plastic Tree. È stato pubblicato il 28 luglio 2010 dall'etichetta major Tokuma Japan Communications.
Il singolo è stato stampato in tre versioni, tutte in confezione jewel case: due special edition con DVD extra e copertine diverse, ed una normal edition con un brano in più e copertina ancora diversa.

## Tracce
Dopo il titolo è indicata fra parentesi "()" la grafia originale del titolo, eventuali note sono indicate dopo il punto e virgola ";".
1. Moonlight ----. (ムーンライト ――――。?) - 4:38 (Ryūtarō Arimura - Ryūtarō Arimura, Tadashi Hasegawa[1])
2. Bambi (バンビ?) - 5:18 (Ryūtarō Arimura - Tadashi Hasegawa)
3. Rusty (Rusty?) - 5:50 (Ryūtarō Arimura - Tadashi Hasegawa); bonus track presente solo nella normal edition

### DVD A
1. Moonlight ----.; videoclip
2. Moonlight ----.; making of

### DVD B
1. Performance live di twice registrata il 03/05/2010 al concerto per il 15º anniversario dell'EP Strange fruits -Kimyō na kajitsu- presso la JCB Hall di Tokyo

## Altre presenze
- Moonlight ----.:
  - 15/12/2010 - Mirai iro
  - 06/04/2011 - ammonite

- Bambi:
  - 06/04/2011 - ammonite

- Rusty:
  - 11/12/1995 - Strange fruits -Kimyō na kajitsu-

## Formazione
- Ryūtarō Arimura - voce e seconda chitarra
- Akira Nakayama - chitarra e cori
- Tadashi Hasegawa - basso e cori
- Kenken Satō - batteria